# Liste der Nummer-eins-Hits in der Schweiz (2005)
Dies ist eine Liste der Nummer-eins-Hits in der Schweiz im Jahr 2005. Sie basiert auf den Top 100 Singles und Top 100 Alben der offiziellen Schweizer Hitparade. Es gab in diesem Jahr 14 Nummer-eins-Singles und 26 Nummer-eins-Alben.

## Singles
| ← 2004 ← | Liste der Nummer-eins-Hits in der Schweiz | Liste der Nummer-eins-Hits in der Schweiz | Liste der Nummer-eins-Hits in der Schweiz | 2006 →                    |
| \| Zeitraum \| Wo. ges. \| Interpret \| Titel Autor(en) \| Zusätzliche Informationen \| \| (Zeitraum, Wochen auf Platz eins, Interpret, Titel, Autor[en], zusätzliche Informationen) \| \| \| \| \| \| ----------------------------------------------------------------------------------------- \| -------- \| --------------------------------- \| ---------------------------------------------------------------------------------------------------------------------------------------------------------------------------- \| ------------------------- \| \| 28. November 2004 – 1. Januar 2005 5 Wochen \| 5 \| Destiny’s Child \| Lose My Breath LaShawn Ameen Daniels, Garrett R. Hamler, Fred Jerkins III, Rodney Jerkins, Kelendria Trene Rowland, Beyoncé Gisselle Knowles, Sean Carter, Michelle Williams \| – \| \| 2. Januar 2005 – 8. Januar 2005 1 Woche \| 1 \| Sarah Connor \| Living to Love You Kay Denar, Rob Tyger \| – \| \| 9. Januar 2005 – 29. Januar 2005 3 Wochen \| 3 \| Nu Pagadi \| Sweetest Poison Musik: Lucas Hilbert, Jörn-Uwe Fahrenkrog-Petersen; Text: Lucas Hilbert, Raymond Michael Garvey, Carlo Karges \| – \| \| 30. Januar 2005 – 5. Februar 2005 1 Woche \| 1 \| MusicStars \| Friends Forever Roman Camenzind, Yann Rouiller, Marc Sway \| – \| \| 6. Februar 2005 – 12. März 2005 5 Wochen (insgesamt 8) \| 8 \| Schnappi, das kleine Krokodil \| Schnappi Musik: Iris Gruttmann; Text: Rosita Blissenbach, Iris Gruttmann \| – \| \| 13. März 2005 – 19. März 2005 1 Woche \| 1 \| MusicStars \| Here I Am Roman Camenzind, Chris von Rohr \| – \| \| 20. März 2005 – 9. April 2005 3 Wochen (insgesamt 8) \| 8 \| Schnappi, das kleine Krokodil \| Schnappi Musik: Iris Gruttmann; Text: Rosita Blissenbach, Iris Gruttmann \| – \| \| 10. April 2005 – 14. Mai 2005 5 Wochen \| 5 \| 50 Cent feat. Olivia \| Candy Shop Scott Spencer Storch, Curtis James Jackson \| – \| \| 15. Mai 2005 – 4. Juni 2005 3 Wochen \| 3 \| Salome \| Gumpu Roman Camenzind, Marc A. Trauffer, Salome Clausen, Samuel Engh, Daniel Boquist \| – \| \| 5. Juni 2005 – 2. Juli 2005 4 Wochen \| 4 \| Akon \| Lonely Gene Allen, Bobby Vinton \| – \| \| 3. Juli 2005 – 17. September 2005 11 Wochen \| 11 \| Crazy Frog \| Axel F Harold Faltermeier \| – \| \| 18. September 2005 – 1. Oktober 2005 2 Wochen \| 2 \| Juanes \| La camisa negra Juan Esteban Aristizábal Vázquez \| – \| \| 2. Oktober 2005 – 5. November 2005 5 Wochen \| 5 \| Pussycat Dolls feat. Busta Rhymes \| Don’t Cha Thomas DeCarlo Callaway, Ray Anthony \| – \| \| 6. November 2005 – 19. November 2005 2 Wochen \| 2 \| Melanie C \| First Day of My Life Enrique M. Iglesias, Guy Antony Chambers \| – \| \| 20. November 2005 – 7. Januar 2006 7 Wochen \| 7 \| Madonna \| Hung Up Björn K. Ulvaeus, Benny Goran Bror Andersson, Stuart David Price, Madonna L. Ciccone \| – \| |                                           |                                           | |                           |
| ← 2004 |                                           |                                           | | → 2006 →                  |
| Zeitraum | Wo. ges.                                  | Interpret                                 | Titel Autor(en) | Zusätzliche Informationen |
| (Zeitraum, Wochen auf Platz eins, Interpret, Titel, Autor[en], zusätzliche Informationen) |                                           |                                           | |                           |
| 28. November 2004 – 1. Januar 2005 5 Wochen | 5                                         | Destiny’s Child                           | Lose My Breath LaShawn Ameen Daniels, Garrett R. Hamler, Fred Jerkins III, Rodney Jerkins, Kelendria Trene Rowland, Beyoncé Gisselle Knowles, Sean Carter, Michelle Williams | –                         |
| 2. Januar 2005 – 8. Januar 2005 1 Woche | 1                                         | Sarah Connor                              | Living to Love You Kay Denar, Rob Tyger | –                         |
| 9. Januar 2005 – 29. Januar 2005 3 Wochen | 3                                         | Nu Pagadi                                 | Sweetest Poison Musik: Lucas Hilbert, Jörn-Uwe Fahrenkrog-Petersen; Text: Lucas Hilbert, Raymond Michael Garvey, Carlo Karges                                                | –                         |
| 30. Januar 2005 – 5. Februar 2005 1 Woche | 1                                         | MusicStars                                | Friends Forever Roman Camenzind, Yann Rouiller, Marc Sway | –                         |
| 6. Februar 2005 – 12. März 2005 5 Wochen (insgesamt 8) | 8                                         | Schnappi, das kleine Krokodil             | Schnappi Musik: Iris Gruttmann; Text: Rosita Blissenbach, Iris Gruttmann | –                         |
| 13. März 2005 – 19. März 2005 1 Woche | 1                                         | MusicStars                                | Here I Am Roman Camenzind, Chris von Rohr | –                         |
| 20. März 2005 – 9. April 2005 3 Wochen (insgesamt 8) | 8                                         | Schnappi, das kleine Krokodil             | Schnappi Musik: Iris Gruttmann; Text: Rosita Blissenbach, Iris Gruttmann | –                         |
| 10. April 2005 – 14. Mai 2005 5 Wochen | 5                                         | 50 Cent feat. Olivia                      | Candy Shop Scott Spencer Storch, Curtis James Jackson | –                         |
| 15. Mai 2005 – 4. Juni 2005 3 Wochen | 3                                         | Salome                                    | Gumpu Roman Camenzind, Marc A. Trauffer, Salome Clausen, Samuel Engh, Daniel Boquist                                                                                         | –                         |
| 5. Juni 2005 – 2. Juli 2005 4 Wochen | 4                                         | Akon                                      | Lonely Gene Allen, Bobby Vinton | –                         |
| 3. Juli 2005 – 17. September 2005 11 Wochen | 11                                        | Crazy Frog                                | Axel F Harold Faltermeier | –                         |
| 18. September 2005 – 1. Oktober 2005 2 Wochen | 2                                         | Juanes                                    | La camisa negra Juan Esteban Aristizábal Vázquez | –                         |
| 2. Oktober 2005 – 5. November 2005 5 Wochen | 5                                         | Pussycat Dolls feat. Busta Rhymes         | Don’t Cha Thomas DeCarlo Callaway, Ray Anthony | –                         |
| 6. November 2005 – 19. November 2005 2 Wochen | 2                                         | Melanie C                                 | First Day of My Life Enrique M. Iglesias, Guy Antony Chambers | –                         |
| 20. November 2005 – 7. Januar 2006 7 Wochen | 7                                         | Madonna                                   | Hung Up Björn K. Ulvaeus, Benny Goran Bror Andersson, Stuart David Price, Madonna L. Ciccone                                                                                 | –                         |

## Alben
| ← 2004 ← | Liste der Nummer-eins-Hits in der Schweiz | Liste der Nummer-eins-Hits in der Schweiz | Liste der Nummer-eins-Hits in der Schweiz | 2006 →                    |
| \| Zeitraum \| Wo. ges. \| Interpret \| Titel \| Zusätzliche Informationen \| \| (Zeitraum, Wochen auf Platz eins, Interpret, Titel, zusätzliche Informationen) \| \| \| \| \| \| ------------------------------------------------------------------------------ \| -------- \| ------------------- \| ---------------------------- \| ------------------------- \| \| 26. Dezember 2004 – 29. Januar 2005 5 Wochen (insgesamt 9) \| 9 \| Robbie Williams \| Greatest Hits \| – \| \| 30. Januar 2005 – 5. Februar 2005 1 Woche (insgesamt 3) \| 3 \| Green Day \| American Idiot \| – \| \| 6. Februar 2005 – 12. Februar 2005 1 Woche \| 1 \| Lovebugs \| Naked \| – \| \| 13. Februar 2005 – 26. Februar 2005 2 Wochen \| 2 \| DJ BoBo \| Pirates of Dance \| – \| \| 27. Februar 2005 – 12. März 2005 2 Wochen (insgesamt 3) \| 3 \| Green Day \| American Idiot \| – \| \| 13. März 2005 – 19. März 2005 1 Woche \| 1 \| Jennifer Lopez \| Rebirth \| – \| \| 20. März 2005 – 26. März 2005 1 Woche \| 1 \| Les Enfoirés \| Le train des Enfoirés \| – \| \| 27. März 2005 – 2. April 2005 1 Woche \| 1 \| Moby \| Hotel \| – \| \| 3. April 2005 – 16. April 2005 2 Wochen \| 2 \| Nena \| Willst du mit mir gehn \| – \| \| 17. April 2005 – 30. April 2005 2 Wochen \| 2 \| DJ Antoine \| The Black Album \| – \| \| 1. Mai 2005 – 7. Mai 2005 1 Woche \| 1 \| DJ Tatana \| Peace & Love \| – \| \| 8. Mai 2005 – 28. Mai 2005 3 Wochen \| 3 \| Bruce Springsteen \| Devils & Dust \| – \| \| 29. Mai 2005 – 4. Juni 2005 1 Woche \| 1 \| System of a Down \| Mezmerize \| – \| \| 5. Juni 2005 – 11. Juni 2005 1 Woche \| 1 \| Gorillaz \| Demon Days \| – \| \| 12. Juni 2005 – 18. Juni 2005 1 Woche \| 1 \| The Black Eyed Peas \| Monkey Business \| – \| \| 19. Juni 2005 – 25. Juni 2005 1 Woche \| 1 \| Gotthard \| Lipservice \| – \| \| 26. Juni 2005 – 13. August 2005 7 Wochen \| 7 \| Coldplay \| X&Y \| – \| \| 14. August 2005 – 3. September 2005 3 Wochen (insgesamt 10) \| 10 \| James Blunt \| Back to Bedlam \| – \| \| 4. September 2005 – 10. September 2005 1 Woche \| 1 \| Kandlbauer \| Home \| – \| \| 11. September 2005 – 17. September 2005 1 Woche (insgesamt 10) \| 10 \| James Blunt \| Back to Bedlam \| – \| \| 18. September 2005 – 1. Oktober 2005 2 Wochen \| 2 \| The Rolling Stones \| A Bigger Bang \| – \| \| 2. Oktober 2005 – 8. Oktober 2005 1 Woche \| 1 \| Bon Jovi \| Have a Nice Day \| – \| \| 9. Oktober 2005 – 29. Oktober 2005 3 Wochen \| 3 \| Patent Ochsner \| Liebi, Tod & Tüüfel \| – \| \| 30. Oktober 2005 – 5. November 2005 1 Woche \| 1 \| Depeche Mode \| Playing the Angel \| – \| \| 6. November 2005 – 12. November 2005 1 Woche (insgesamt 8) \| 8 \| Robbie Williams \| Intensive Care \| – \| \| 13. November 2005 – 26. November 2005 2 Wochen \| 2 \| Eros Ramazzotti \| Calma apparente \| – \| \| 27. November 2005 – 10. Dezember 2005 2 Wochen \| 2 \| Madonna \| Confessions on a Dance Floor \| – \| \| 11. Dezember 2005 – 17. Dezember 2005 1 Woche \| 1 \| Xavier Naidoo \| Telegramm für X \| – \| \| 18. Dezember 2005 – 4. Februar 2006 7 Wochen (insgesamt 8) \| 8 \| Robbie Williams \| Intensive Care \| – \| |                                           |                                           |                                           |                           |
| ← 2004 |                                           |                                           |                                           | → 2006 →                  |
| Zeitraum | Wo. ges.                                  | Interpret                                 | Titel                                     | Zusätzliche Informationen |
| (Zeitraum, Wochen auf Platz eins, Interpret, Titel, zusätzliche Informationen) |                                           |                                           |                                           |                           |
| 26. Dezember 2004 – 29. Januar 2005 5 Wochen (insgesamt 9) | 9                                         | Robbie Williams                           | Greatest Hits                             | –                         |
| 30. Januar 2005 – 5. Februar 2005 1 Woche (insgesamt 3) | 3                                         | Green Day                                 | American Idiot                            | –                         |
| 6. Februar 2005 – 12. Februar 2005 1 Woche | 1                                         | Lovebugs                                  | Naked                                     | –                         |
| 13. Februar 2005 – 26. Februar 2005 2 Wochen | 2                                         | DJ BoBo                                   | Pirates of Dance                          | –                         |
| 27. Februar 2005 – 12. März 2005 2 Wochen (insgesamt 3) | 3                                         | Green Day                                 | American Idiot                            | –                         |
| 13. März 2005 – 19. März 2005 1 Woche | 1                                         | Jennifer Lopez                            | Rebirth                                   | –                         |
| 20. März 2005 – 26. März 2005 1 Woche | 1                                         | Les Enfoirés                              | Le train des Enfoirés                     | –                         |
| 27. März 2005 – 2. April 2005 1 Woche | 1                                         | Moby                                      | Hotel                                     | –                         |
| 3. April 2005 – 16. April 2005 2 Wochen | 2                                         | Nena                                      | Willst du mit mir gehn                    | –                         |
| 17. April 2005 – 30. April 2005 2 Wochen | 2                                         | DJ Antoine                                | The Black Album                           | –                         |
| 1. Mai 2005 – 7. Mai 2005 1 Woche | 1                                         | DJ Tatana                                 | Peace & Love                              | –                         |
| 8. Mai 2005 – 28. Mai 2005 3 Wochen | 3                                         | Bruce Springsteen                         | Devils & Dust                             | –                         |
| 29. Mai 2005 – 4. Juni 2005 1 Woche | 1                                         | System of a Down                          | Mezmerize                                 | –                         |
| 5. Juni 2005 – 11. Juni 2005 1 Woche | 1                                         | Gorillaz                                  | Demon Days                                | –                         |
| 12. Juni 2005 – 18. Juni 2005 1 Woche | 1                                         | The Black Eyed Peas                       | Monkey Business                           | –                         |
| 19. Juni 2005 – 25. Juni 2005 1 Woche | 1                                         | Gotthard                                  | Lipservice                                | –                         |
| 26. Juni 2005 – 13. August 2005 7 Wochen | 7                                         | Coldplay                                  | X&Y                                       | –                         |
| 14. August 2005 – 3. September 2005 3 Wochen (insgesamt 10) | 10                                        | James Blunt                               | Back to Bedlam                            | –                         |
| 4. September 2005 – 10. September 2005 1 Woche | 1                                         | Kandlbauer                                | Home                                      | –                         |
| 11. September 2005 – 17. September 2005 1 Woche (insgesamt 10) | 10                                        | James Blunt                               | Back to Bedlam                            | –                         |
| 18. September 2005 – 1. Oktober 2005 2 Wochen | 2                                         | The Rolling Stones                        | A Bigger Bang                             | –                         |
| 2. Oktober 2005 – 8. Oktober 2005 1 Woche | 1                                         | Bon Jovi                                  | Have a Nice Day                           | –                         |
| 9. Oktober 2005 – 29. Oktober 2005 3 Wochen | 3                                         | Patent Ochsner                            | Liebi, Tod & Tüüfel                       | –                         |
| 30. Oktober 2005 – 5. November 2005 1 Woche | 1                                         | Depeche Mode                              | Playing the Angel                         | –                         |
| 6. November 2005 – 12. November 2005 1 Woche (insgesamt 8) | 8                                         | Robbie Williams                           | Intensive Care                            | –                         |
| 13. November 2005 – 26. November 2005 2 Wochen | 2                                         | Eros Ramazzotti                           | Calma apparente                           | –                         |
| 27. November 2005 – 10. Dezember 2005 2 Wochen | 2                                         | Madonna                                   | Confessions on a Dance Floor              | –                         |
| 11. Dezember 2005 – 17. Dezember 2005 1 Woche | 1                                         | Xavier Naidoo                             | Telegramm für X                           | –                         |
| 18. Dezember 2005 – 4. Februar 2006 7 Wochen (insgesamt 8) | 8                                         | Robbie Williams                           | Intensive Care                            | –                         |

## Jahreshitparaden
| ← 2004 ← | Liste der Nummer-eins-Hits in der Schweiz | Liste der Nummer-eins-Hits in der Schweiz | Liste der Nummer-eins-Hits in der Schweiz | 2006 →   |
| \| Singles \| Position# \| Alben \| \| -------------------------------------------------------------------------------------------------------------- \| --------- \| ------------------------------------ \| \| Schnappi Schnappi, das kleine Krokodil Musik: Iris Gruttmann; Text: Rosita Blissenbach, Iris Gruttmann \| 1 \| Intensive Care Robbie Williams \| \| Axel F Crazy Frog Harold Faltermeier \| 2 \| X&Y Coldplay \| \| La Tortura Shakira feat. Alejandro Sanz Luis Fernando Ochoa, Shakira Isabel Mebarak Ripoll \| 3 \| American Idiot Green Day \| \| Lonely Akon Gene Allen, Bobby Vinton \| 4 \| Lipservice Gotthard \| \| Don’t Cha Pussycat Dolls feat. Busta Rhymes Thomas DeCarlo Callaway, Ray Anthony \| 5 \| Greatest Hits Robbie Williams \| \| Candy Shop 50 Cent feat. Olivia Scott Spencer Storch, Curtis James Jackson \| 6 \| Back to Bedlam James Blunt \| \| La camisa negra Juanes Juan Esteban Aristizábal Vázquez \| 7 \| Calma apparente Eros Ramazzotti \| \| Und wenn ein Lied Söhne Mannheims Musik: Michael Herberger, Xavier Naidoo; Text: Xavier Naidoo \| 8 \| Fijación oral vol. 1 Shakira \| \| Ch!pz in Black (Who You Gonna Call) Ch!pz Jan Michael Langhoff, Peter Hartmann Kristiansen \| 9 \| Confessions on a Dance Floor Madonna \| \| İsyankar Mustafa Sandal feat. Gentleman Musik: Mustafa Sandal, Bülent Aris; Text: Mustafa Sandal, Tilmann Otto \| 10 \| Es ist Juli Juli \| |                                           |                                           |                                           |          |
| ← 2004 |                                           |                                           |                                           | → 2006 → |
| Singles | Position#                                 | Alben                                     |                                           |          |
| Schnappi Schnappi, das kleine Krokodil Musik: Iris Gruttmann; Text: Rosita Blissenbach, Iris Gruttmann | 1                                         | Intensive Care Robbie Williams            |                                           |          |
| Axel F Crazy Frog Harold Faltermeier | 2                                         | X&Y Coldplay                              |                                           |          |
| La Tortura Shakira feat. Alejandro Sanz Luis Fernando Ochoa, Shakira Isabel Mebarak Ripoll | 3                                         | American Idiot Green Day                  |                                           |          |
| Lonely Akon Gene Allen, Bobby Vinton | 4                                         | Lipservice Gotthard                       |                                           |          |
| Don’t Cha Pussycat Dolls feat. Busta Rhymes Thomas DeCarlo Callaway, Ray Anthony | 5                                         | Greatest Hits Robbie Williams             |                                           |          |
| Candy Shop 50 Cent feat. Olivia Scott Spencer Storch, Curtis James Jackson | 6                                         | Back to Bedlam James Blunt                |                                           |          |
| La camisa negra Juanes Juan Esteban Aristizábal Vázquez | 7                                         | Calma apparente Eros Ramazzotti           |                                           |          |
| Und wenn ein Lied Söhne Mannheims Musik: Michael Herberger, Xavier Naidoo; Text: Xavier Naidoo | 8                                         | Fijación oral vol. 1 Shakira              |                                           |          |
| Ch!pz in Black (Who You Gonna Call) Ch!pz Jan Michael Langhoff, Peter Hartmann Kristiansen | 9                                         | Confessions on a Dance Floor Madonna      |                                           |          |
| İsyankar Mustafa Sandal feat. Gentleman Musik: Mustafa Sandal, Bülent Aris; Text: Mustafa Sandal, Tilmann Otto | 10                                        | Es ist Juli Juli                          |                                           |          |